# Emma Piersma
Emma Piersma (* 20. Oktober 2000 in Sneek) ist eine niederländische Beachvolleyballspielerin.

## Karriere
Piersma spielte bis 2017 auch Hallenvolleyball und startete ab 2013 auf Jugendturnieren im Sand. Mit Katja Stam und anderen spielte sie 2017 national und international mit überschaubaren Ergebnissen. Ab 2018 bildete sie ein Duo mit Puk Stubbe. Piersma/Stubbe wurden 2018 Siebte bei der U20-EM in Anapa. Beim Ein-Stern-Turnier der FIVB World Tour in Vaduz kamen sie auf den fünften Rang. Anfang 2019 belegten sie beim Vier-Sterne-Turnier in Den Haag den 25. Platz. Außerdem nahmen Piersma/Stubbe am Turnier King of the Court in Utrecht teil.
Mit Pleun Ypma gewann sie 2019 das 1-Stern-Turnier in Vaduz und wurde niederländische Meisterin. 2020 war sie mit Stam auf nationalen Turnieren unterwegs. 2021 spielte sie mit ihrer jüngeren Schwester Brecht Piersma auf nationalen und FIVB 1-Stern Turnieren in Europa.
Seit 2022 ist Mexime van Driel Piersmas Partnerin. Größter Erfolg der Niederländerinnen auf der neugeschaffenen World Beach Pro Tour 2022 war der Sieg im Juli beim Challenge-Turnier in Agadir.